# 顾忠琛

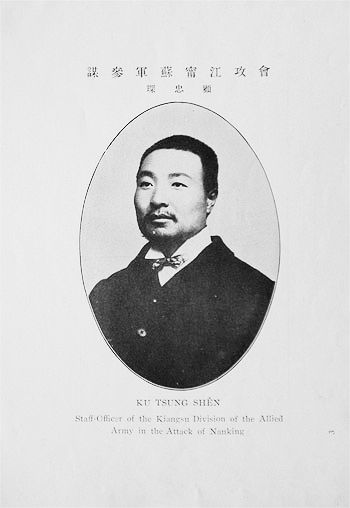
《大革命写真画》之顾忠琛像

顾忠琛（1880年—1945年7月31日），字尽忱，男，江苏无锡人，中国清朝至中华民国初期政治、军事人物，后曾任汪精卫政权监察院院长。

## 生平
清朝末期，顾忠琛任安庆武备学堂監督。由于学生柏文蔚参加了中国同盟会，顾忠琛受到清政府猜疑，故被贬至南京担任闲职。
辛亥革命期间，顧忠琛任革命党方面的江浙聯軍总参议，曾代表黄兴与段祺瑞的参谋长靳云鹏派出的私人代表廖宇春秘密谈判，达成五项条款。1924年5月，顧忠琛任孫中山麾下的北伐討賊軍第4軍軍長。
1940年3月，顧忠琛成为汪精卫为首的南京国民政府監察院副院長。1944年11月，接替梁鴻志担任監察院院長。日本投降前，顧忠琛于1945年7月31日去世，享年六十六岁（虚岁）。